# João (duque da Numídia)
João (em latim: Ioannes) foi um oficial bizantino do século VI, ativo durante o reinado do imperador Constantino III (r. 641) ou Constante II (r. 641–646). Segundo uma inscrição descoberta na Numídia, ele era um duque sediado em Tigisis e estava sob autoridade do exarca Gregório, o Patrício. É possível, com base em inferência contida na inscrição, que João era armênio.